# Nachtfalter
Nachtfalter (Nattfjärilar), op. 157, är en vals av Johann Strauss den yngre. Den spelades första gången den 28 augusti 1854 i Ungers Casino i Wien.

## Historia
I augusti 1854 ingick Österrike i en allians med Storbritannien och Frankrike för att försöka stoppa Rysslands krig mot Turkiet (Krimkriget). Österrikes agerande väckte vrede hos tsaren, som nu hotade med repressalier. Förutom detta orosmoln svepte en svårartad koleraepidemi över Wien samma höst. Detta fick till följd att folket hade bättre saker för sig än att besöka nöjesetablissemang. Till och med Johann Strauss den yngres vals Nachtfalter misslyckades att få den uppmärksamhet som annars var brukligt. Senare skulle valsen emellertid bli mycket populär hos den ryska publiken när Strauss spelade den 1856 under sin första konsertturné till Sankt Petersburg.
Franz Liszt insåg valsens betydelse och lär enträget ha bönfallit sin dotter Cosima Wagner att framföra den som duett tillsammans med honom vid diverse tillställningar. 

## Om valsen
I inledningen hörs orkestern imitera nattfjärilens fladdrande vingar och snabba flykt genom luften.
Speltiden är ca 8 minuter och 52 sekunder plus minus några sekunder beroende på dirigentens musikaliska tolkning.

## Weblänkar
- Nachtfalter i Naxos-utgåvan.